# Энекеш, Иштван
Иштван Энекеш (венг. Énekes István; 20 февраля 1911 — 2 января 1940) — венгерский боксёр, олимпийский чемпион.
Родился в Будапеште. С 1927 года начал заниматься боксом. В 1929, 1930, 1932 и 1934 годах становился чемпионом Венгрии, в 1930 и 1934 — чемпионом Европы. В 1932 году также завоевал золотую медаль на Олимпийских играх в Лос-Анджелесе.
В 1940 году покончил жизнь самоубийством. Похоронен в Будапеште на кладбище Керепеши.
Его младший брат Вильмош также был боксёром, в 1937 году выиграл чемпионат Европы.